# Продановці (Софійська область)
Про́дановці (болг. Продановци) — село в Софійській області Болгарії. Входить до складу общини Самоков.

## Населення
За даними перепису населення 2011 року у селі проживали 517 осіб.
Національний склад населення села:
| Національність   | Кількість осіб | Відсоток |
| ---------------- | -------------- | -------- |
| болгари          | 503            | 99,2%    |
| турки            | 0              | 0%       |
| цигани           | 0              | 0%       |
| інша             | 0              | 0%       |
| не визначились   | 4              | 0,8%     |
| Всього відповіли | 507            |          |

Розподіл населення за віком у 2011 році:
Динаміка населення: